# قرار مجلس الأمن التابع للأمم المتحدة رقم 1065
قرار مجلس الأمن التابع للأمم المتحدة رقم 1065، المتخذ بالإجماع في 12 تموز / يوليو 1996، بعد إعادة تأكيد جميع القرارات المتعلقة بجورجيا، ولا سيما القرار 1036 (1996)، ناقش المجلس الجهود المبذولة للتوصل إلى تسوية سياسية بين جورجيا وأبخازيا ومدد ولاية بعثة مراقبي الأمم المتحدة في جورجيا حتى 31 كانون الثاني / يناير 1997.
وأعرب المجلس عن قلقه إزاء عدم إحراز تقدم في المحادثات بين الجانبين، ولا سيما بسبب الموقف الذي اتخذه الجانب الأبخازي. احترم الطرفان بشكل عام اتفاقية وقف إطلاق النار والفصل بين القوات. وأقر بأن بعثة مراقبي الأمم المتحدة في جورجيا وقوات حفظ السلام التابعة لرابطة الدول المستقلة قد أسهمتا إسهاماً كبيراً في الحالة الأمنية.
وتأخرت المفاوضات لحل النزاع. وأعاد القرار التأكيد على سلامة أراضي جورجيا وسيادتها واستقلالها، وضرورة تعريف أبخازيا في إطار هذه المبادئ. كما أشار إلى حق جميع اللاجئين والمشردين في العودة بأمان إلى ديارهم، وأدينت محاولات الجانب الأبخازي عرقلة هذه العملية. كانت التغييرات الديموغرافية الناتجة عن النزاع غير مقبولة، وكذلك عمليات القتل والعنف بدوافع عرقية، وزرع الألغام الأرضية.
ومُددت ولاية بعثة مراقبي الأمم المتحدة في جورجيا حتى 31 كانون الثاني / يناير 1997، وستُراجع إذا تغيرت ولاية قوة حفظ السلام التابعة لرابطة الدول المستقلة. وأخيراً، طُلب من الأمين العام بطرس بطرس غالي في الأشهر الثلاثة تقديم تقرير عن الحالة في أبخازيا وعمليات بعثة مراقبي الأمم المتحدة في جورجيا.

## روابط خارجية
- نص القرار في undocs.org